# Kdo přežije: Tocantins

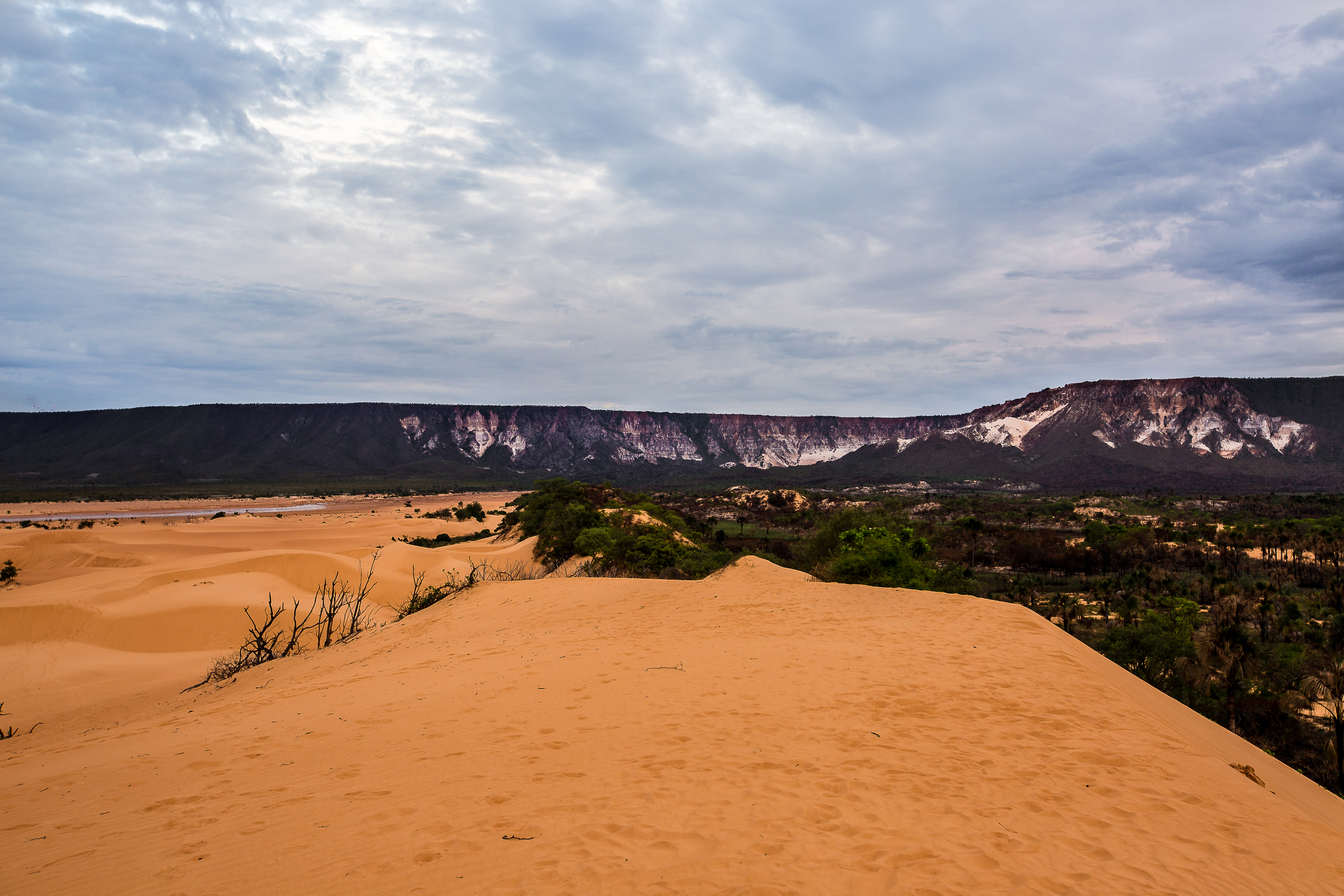
Místo natáčení této řady

Kdo přežije: Tocantins (v anglickém originále Survivor: Tocantins – The Brazilian Highlands či jednoduše Survivor: Tocantins) je osmnáctá řada americké reality show Kdo přežije. Natáčela se v listopadu a prosinci roku 2008 a premiérově byla vysílána na CBS od 12. února do 17. května 2009. Na českých obrazovkách byla poprvé uvedena na stanici Prima.

## Poloha a doba natáčení
Řada se odehrávala v Brazílii, konkrétně ve státě Tocantins v oblasti Jalapão. Natáčela se od 2. listopadu do 10. prosince 2008.

## Trosečníci
Jako v prvních řadách bylo vysazeno 16 trosečníků. Všichni byli rozděleni do dvou kmenů: Jalapao (název oblasti natáčení) a Timbira (jméno pro obyvatele této oblasti) a začali jedno z největších dobrodružství svého života. Později byli zbylí trosečníci sloučeni do kmene Forza ("Síla" v italštině). Vyhrát ale nemohli všichni. Třináct z nich bylo vyloučeno, jeden byl evakuován, posledních 7 vyloučených vytvořilo porotu, 2 poslední před ní předstoupili, ale jen jeden vyhrál šek na milion dolarů a titul Poslední přeživší. Tím se po třiceti devíti dnech stal James "J.T." Thomas Jr.
| Soutěžící                                         | Kmen    | Kmen                | Vyloučení                             | Umístění          |
| Soutěžící                                         | Původní | Sloučený            | Vyloučení                             | Umístění          |
| ------------------------------------------------- | ------- | ------------------- | ------------------------------------- | ----------------- |
| Carolina Eastwood 26 let, West Hollywood, CA      | Jalapao |                     | 1. vyloučená Den 3                    | 16.               |
| Candace Smith 31 let, Los Angeles, CA             | Timbira | 2. vyloučená Den 6  | 15.                                   |                   |
| Jerry Sims 49 let, Rock Hill, SC                  | Timbira | 3. vyloučený Den 9  | 14.                                   |                   |
| Sandy Burgin 53 let, Louisville, KY               | Jalapao | 4. vyloučená Den 12 | 13.                                   |                   |
| Spencer Duhm 19 let, Collierville, FL             | Jalapao | 5. vyloučený Den 15 | 12.                                   |                   |
| Sydney Wheeler 24 let, San Diego, CA              | Jalapao | 6. vyloučená Den 18 | 11.                                   |                   |
| Joe Dowdle 26 let, Austin, TX                     | Jalapao | Forza               | Evakuován Den 20                      | 10.               |
| Brendan Synnott 30 let, Vail, CO                  | Timbira | Forza               | 7. vyloučený 1. člen poroty Den 24    | 9.                |
| Tyson Apostol 29 let, Herber City, UT             | Timbira | Forza               | 8. vyloučený 2. člen poroty Den 27    | 8.                |
| Sierra Reed 23 let, Los Angeles, CA               | Timbira | Forza               | 9. vyloučená 3. členka poroty Den 30  | 7.                |
| Debra "Debbie" Beebe 46 let, Auburn, AL           | Timbira | Forza               | 10. vyloučená 4. členka poroty Den 33 | 6.                |
| Benjamin "Coach" Wade 37 let, Bolivar, MO         | Timbira | Forza               | 11. vyloučený 5. člen poroty Den 36   | 5.                |
| Tamara "Taj" Johnson-George 37 let, Nashville, TN | Jalapao | Forza               | 12. vyloučená 6. členka poroty Den 37 | 4.                |
| Erinn Lobdell 26 let, Milwaukee, WI               | Timbira | Forza               | 13. vyloučená 7. členka poroty Den 38 | 3.                |
| Stephen Fishbach 29 let, New York City, NY        | Jalapao | Forza               | Druhý                                 | 2.                |
| James "J.T." Thomas Jr. 24 let, Mobile, AL        | Jalapao | Forza               | Poslední přeživší                     | Poslední přeživší |

### Budoucí návraty trosečníků
Po odvysílání Kdo přežije: Tocantins se James "J.T." Thomas Jr., Benjamin "Coach" Wade a Tyson Apostol zúčastnili Kdo přežije: Hrdinové proti padouchům. Benjamin "Coach" se potřetí zúčastnil v Kdo přežije: Jižní Pacifik. Tyson se potřetí zúčastnil v Kdo přežije: Krev není voda se svojí přítelkyní Rachel Foulger. Stephen Fisbach se vrátil v Survivor: Cambodia. James "J.T." se potřetí zúčastnil v Survivor: Game Changers. Tyson se opět vrátil v Survivor: Winners at War (za výhru v Kdo přežije: Krev není voda).

## Přehled
Před začátkem hry byli trosečníci rozděleni do dvou kmenů: Timbira a Jalapao. Jenže před tím, než hra začala, Jeff řekl, že oba kmeny musí zvolit jednu osobu, která se nezúčastní cesty do kmenového tábora. Vybrané trosečnice, Sierra z Timbiry a Sandy z Jalapaa, si myslely že byly vyloučeny, ale poté bylo odhaleno, že ony budou do tábora dopraveny letadlem, zatímco zbytky jejich kmenů budou muset absolvovat cestu do tábora pěšky a budou muset nést všechno získané vybavení. Sandy vypadla před sloučením, ale ne před tím, než její spoluhráčka Carolina. Sierra se dostala do poroty.
Součástí hry byly opět skryté symboly imunity a Ostrov vyhnanství. Nápovědy ke skrytým imunitám byly k dostání na vyhnanství. Vítězný kmen souboje o odměnu vždy vybral jednu osobu z protějšího kmene, kterou poslal do vyhnanství. Vyhnaná osoba měla šanci si k sobě vybrat jednu osobu z vítězného kmene, aby s ní šla na Ostrov vyhnanství. Brendan z Timbiry a Taj z Jalapaa utvořili tajnou alianci napříč kmeny pro sloučení. K sobě přizvali Sierru a Stephena. Členové aliance absolvovali několik výprav do vyhnanství, aby poté získali oba symboly skryté imunity, za pomocí sdílení nápověd. Poté, co J.T. náhodou narazil na skrytou imunitu ve Stephenově kapse, Taj a Stephen souhlasili, že přivedou J.T. do své aliance a trojice se rozhodla sdílet využití skryté imunity. Timbira dokázala vyhrát poslední tři kmenové souboje o imunitu, takže v Jalapao zůstali pouze Taj, J.T., Stephen a Joe. Krátce po sloučení musel být Joe evakuován kvůli infekci v jeho koleni.
Poté co byl Joe evakuován, Timbira měla velkou převahu ve sloučeném kmeni v poměru 6:3. Jenže Timbira se rozdělila na několik částí: Coach, Tyson a Debbie, Brendan se Sierrou a Erinn bokem od ostatních. Coachova frakce se rozhodla spojit s J.T. a Stephenem ve snaze svrhnout Brendana a Sierru. Když se Brendan a Sierra chovali odtažitě, Taj a Stephen se rozhodli zradit svou alianci z Ostrova vyhnanství; Brendan nezahrál svou imunitu a byl vyloučen. Po odhalení neshod mezi členy kmene Timbira se J.T., Stephen a Taj spojili s Erinn, proplouvali mezi oběma frakcemi Timbirů a všechny je vyřadili, čímž se stali finálovou čtyřkou.
Po vyloučení Taj, kvůli vysoké šanci vítězství před porotou, J.T. vyloučil Erinn, poté co vyhrál třetí imunitu za sebou, čímž si vybral Stephena na finálovou kmenovou radu. Stephenův špatný výkon na závěrečné kmenové radě v kombinaci se sympatičností J.T. vedl porotu k jednomyslnému hlasování pro J.T., který byl jmenován Posledním přeživším, protože porota věřila, že J.T. hrál ve srovnání se Stephenem lepší hru.
| Epizoda | Epizoda                                                | Epizoda         | Souboje                    | Souboje           | Ostrov vyhnanství | Vyloučen/a Evakuován/a |
| No.     | Název                                                  | Premiéra        | Odměna                     | Imunita           | Ostrov vyhnanství | Vyloučen/a Evakuován/a |
| ------- | ------------------------------------------------------ | --------------- | -------------------------- | ----------------- | ----------------- | ---------------------- |
| 1       | Let's Get Rid of the Weak Players Before We Even Start | 12. února 2009  | Timbira                    | Timbira           |                   | Carolina               |
| 2       | The Poison Apple Needs to Go                           | 19. února 2009  | Jalapao                    | Jalapao           | Brendan (Timbira) | Candace                |
| 2       | The Poison Apple Needs to Go                           | 19. února 2009  | Jalapao                    | Jalapao           | Taj (Jalapao)     | Candace                |
| 3       | Mama Said There'd Be Days Like This                    | 26. února 2009  | Jalapao                    | Jalapao           | Brendan (Timbira) | Jerry                  |
| 3       | Mama Said There'd Be Days Like This                    | 26. února 2009  | Jalapao                    | Jalapao           | Taj (Jalapao)     | Jerry                  |
| 4       | The Strongest Man Alive                                | 5. března 2009  | Jalapao                    | Timbira           | Sierra (Timbira)  | Sandy                  |
| 4       | The Strongest Man Alive                                | 5. března 2009  | Jalapao                    | Timbira           | Taj (Jalapao)     | Sandy                  |
| 5       | You're Going to Want that Tooth                        | 12. března 2009 | Jalapao                    | Timbira           | Brendan (Timbira) | Spencer                |
| 5       | You're Going to Want that Tooth                        | 12. března 2009 | Jalapao                    | Timbira           | Stephen (Jalapao) | Spencer                |
| 6       | The First Fifteen Days                                 | 25. března 2009 | Shrnující epizoda          | Shrnující epizoda | Shrnující epizoda | Shrnující epizoda      |
| 7       | One of Those 'Coach Moments                            | 2. dubna 2009   | Timbira                    | Timbira           | Joe (Jalapao)     | Sydney                 |
| 7       | One of Those 'Coach Moments                            | 2. dubna 2009   | Timbira                    | Timbira           | Erinn (Timbira)   | Sydney                 |
| 8       | The Dragon Slayer                                      | 9. dubna 2009   |                            | Tyson             |                   | Joe                    |
| 9       | The Biggest Fraud in the Game                          | 16. dubna 2009  | Brendan, Debbie, J.T.      | Tyson             | Stephen           | Brendan                |
| 10      | It's Funny When People Cry                             | 23. dubna 2009  | Debbie, Erinn, J.T., Tyson | Debbie            | Stephen           | Tyson                  |
| 11      | They Both Went Bananas                                 | 30. dubna 2009  | Stephen [J.T., Taj]        | Coach             | Erinn             | Sierra                 |
| 12      | The Ultimate Sacrifice                                 | 7. května 2009  | Survivor Aukce             | Stephen           | Taj               | Debbie                 |
| 13      | The Martyr Approach                                    | 14. května 2009 | J.T. [Stephen]             | J.T.              | Coach             | Coach                  |
| 14      | I Trust You But I Trust Me More                        | 17. května 2009 |                            | J.T.              |                   | Taj                    |
| 14      | I Trust You But I Trust Me More                        | 17. května 2009 | J.T.                       | Erinn             |                   |                        |
| 15      | Reunion                                                | 17. května 2009 |                            |                   |                   |                        |

pozn. Pokud v souboji vyhrálo více kmenů nebo trosečníků, jsou uvedeni v pořadí podle umístění, nebo podle abecedy, pokud se jednalo o týmový souboj.
1. ↑  Stephen získal odměnu pro sebe a dva další trosečníky dle jeho výběru. Zvolil si J.T. a Taj.
2. ↑  J.T. získal odměnu pro sebe a jednoho dalšího trosečníka dle jeho výběru. Zvolil si Stephena.

## Hlasování
| Kmen       | Kmen       | Kmen       | Původní  | Původní | Původní | Původní | Původní | Původní | Sloučený | Sloučený | Sloučený | Sloučený | Sloučený | Sloučený | Sloučený |
| Epizoda    | Epizoda    | Epizoda    | 1        | 2       | 3       | 4       | 5       | 7       | 9        | 10       | 11       | 12       | 13       | 14       | 14       |
| ---------- | ---------- | ---------- | -------- | ------- | ------- | ------- | ------- | ------- | -------- | -------- | -------- | -------- | -------- | -------- | -------- |
| Den        | Den        | Den        | 3        | 6       | 9       | 12      | 15      | 18      | 24       | 27       | 30       | 33       | 36       | 37       | 38       |
| Kmen       | Kmen       | Kmen       | Jalapao  | Timbira | Timbira | Jalapao | Jalapao | Jalapao | Forza    | Forza    | Forza    | Forza    | Forza    | Forza    | Forza    |
| Vyloučen/a | Vyloučen/a | Vyloučen/a | Carolina | Candace | Jerry   | Sandy   | Spencer | Sydney  | Brendan  | Tyson    | Sierra   | Debbie   | Coach    | Taj      | Erinn    |
| Hlasy      | Hlasy      | Hlasy      | 7–1      | 7–1     | 6–1     | 5–1–1   | 5–1     | 3–2     | 4–3–2    | 5–3      | 4–2–1    | 4–1–1    | 3–2      | 3–1      | 1–0      |
|            |            |            |          |         |         |         |         |         |          |          |          |          |          |          |          |
| Hlasující  | Hlasující  | Hlasující  | Hlasy    | Hlasy   | Hlasy   | Hlasy   | Hlasy   | Hlasy   | Hlasy    | Hlasy    | Hlasy    | Hlasy    | Hlasy    | Hlasy    | Hlasy    |
|            |            | J.T.       | Carolina |         |         | Sandy   | Spencer | Sydney  | Sierra   | Tyson    | Sierra   | Debbie   | Erinn    | Taj      | Erinn    |
|            |            | Stephen    | Carolina |         |         | Sandy   | Spencer | Sydney  | Brendan  | Tyson    | Sierra   | Debbie   | Coach    | Taj      | DNV      |
|            |            | Erinn      |          | Candace | Jerry   |         |         |         | Sierra   | Tyson    | Stephen  | Debbie   | Coach    | Taj      | DNV      |
|            |            | Taj        | Carolina |         |         | Joe     | Spencer | Sydney  | Brendan  | Tyson    | Debbie   | Debbie   | Coach    | Erinn    |          |
|            |            | Coach      |          | Candace | Jerry   |         |         |         | Brendan  | Sierra   | Sierra   | Taj      | Erinn    |          |          |
|            |            | Debbie     |          | Candace | Jerry   |         |         |         | Brendan  | Sierra   | Sierra   | Coach    |          |          |          |
|            |            | Sierra     |          | Candace | Jerry   |         |         |         | Coach    | Tyson    | Debbie   |          |          |          |          |
|            |            | Tyson      |          | Candace | Jerry   |         |         |         | Sierra   | Sierra   |          |          |          |          |          |
|            |            | Brendan    |          | Candace | Jerry   |         |         |         | Coach    |          |          |          |          |          |          |
|            |            | Joe        | Carolina |         |         | Sandy   | Spencer | Taj     |          |          |          |          |          |          |          |
|            | Sydney     | Sydney     | Carolina |         |         | Sandy   | Spencer | Taj     |          |          |          |          |          |          |          |
|            | Spencer    | Spencer    | Carolina |         |         | Sandy   | Taj     |         |          |          |          |          |          |          |          |
|            | Sandy      | Sandy      | Carolina |         |         | Sydney  |         |         |          |          |          |          |          |          |          |
|            | Jerry      | Jerry      |          | Candace | Erinn   |         |         |         |          |          |          |          |          |          |          |
|            | Candace    | Candace    |          | Sierra  |         |         |         |         |          |          |          |          |          |          |          |
|            | Carolina   | Carolina   | Sandy    |         |         |         |         |         |          |          |          |          |          |          |          |

| Hlasování poroty na finálové kmenové radě | Hlasování poroty na finálové kmenové radě | Hlasování poroty na finálové kmenové radě |
| Epizoda                                   | 15                                        | 15                                        |
| ----------------------------------------- | ----------------------------------------- | ----------------------------------------- |
| Den                                       | 39                                        | 39                                        |
| Finalista                                 | J.T.                                      | Stephen                                   |
| Výsledek                                  | 7–0                                       | 7–0                                       |
|                                           |                                           |                                           |
| Porotce                                   | Hlas                                      | Hlas                                      |
| Erinn                                     | Ano                                       |                                           |
| Taj                                       | Ano                                       |                                           |
| Coach                                     | Ano                                       |                                           |
| Debbie                                    | Ano                                       |                                           |
| Sierra                                    | Ano                                       |                                           |
| Tyson                                     | Ano                                       |                                           |
| Brendan                                   | Ano                                       |                                           |